# Seznam starogrških astronomov
Seznam starogrških astronomov

### A
- Anaksimander
- Andronik
- Arat
- Arhimed
- Arhit
- Aristarh
- Aristil
- Atal Rodoški
- Avtolik

### E
- Eratosten
- Evdoks
- Evktemon

### F
- Filip Opuntski

### H
- Heraklit Pontski
- Hipokrat

### K
- Kalip
- Kleostrat
- Konon

### M
- Meton

### P
- Posidonij
- Piteas

### T
- Tales
- Teodozij
- Timoharis